# Feale
Feale (irl. An Fhéil, Abhainn na Féile) – rzeka w Irlandii przepływająca przez hrabstwa: Cork, Limerick i Kerry.
Wypływa z Gór Mullaghareirk w hrabstwie Cork, niedaleko Ardnageeha, rozdzielając hrabstwa Limerick i Kerry płynie do Abbyfeale. Od tego miejsca, przez ostatnie 10 km nazwana jest także Cashen, od zatoki Cashen, którą wpływa do Oceanu Atlantyckiego w Ballybunion. Najważniejszymi dopływami są rzeki: Breanagh, Casher, Deel, Clydagh, Glashacooncore, Owveg, Smearlagh, Allaghan, Oolagh, Galey.
W rzece występują m.in. pstrąg i łosoś, i od marca do września jest ona miejscem wędkowania.

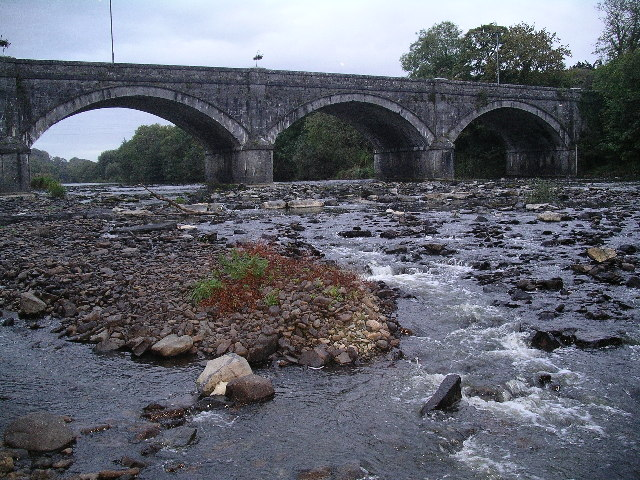
Kamienny most na Feale w Listowel